# 古多湖
53°32′59″N 10°45′51″E / 53.5496077°N 10.7642868°E

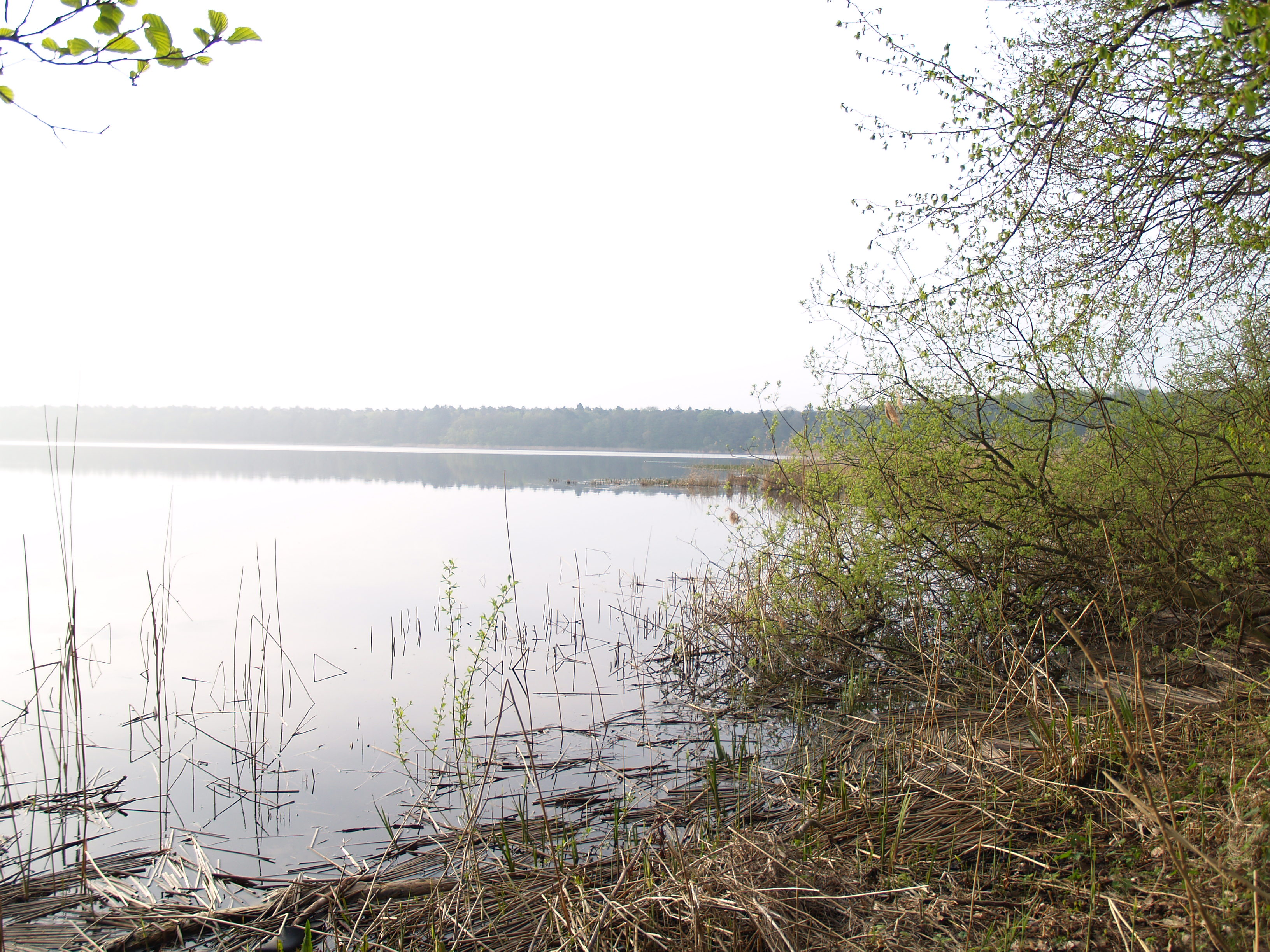

古多湖（德語：Gudower See），是德國的湖泊，位於該國北部石勒蘇益格-荷爾斯泰因州，由勞恩堡縣負責管轄，長1.5公里、寬0.7公里，面積0.71平方公里，海拔高度25米，平均水深4.8米，最大水深9.7米，水體容量340萬立方米，湖岸線長度3.6公里。